# Ascurra
Ascurra es un municipio brasileño del estado de Santa Catarina. Tiene una población estimada al 2022 de 8 319 habitantes. Pertenece a la Región metropolitana del Valle de Itajaí.

## Toponimia
El topónimo recuerda a Azcurra, lugar paraguayo donde las fuerzas brasileñas en la guerra de Paraguay, destruyeron las tropas restantes de Solano Lopes en 1869. Esta elección fue un homenaje de Hermann Blumenau a los soldados brasileños, para conmemorar su victoria decisiva.

## Historia
El distrito de Ascurra fue creado el 16 de abril de 1919, subordinado a Blumenau. En 1934 fue separado e incluido al nuevo municipio de Indaial. Se emancipó el 1 de abril de 1963.
En Ascurra predomina la colonización italiana. La agricultura, más precisamente el cultivo de arroz, constituye la actividad económica más importante del municipio.